# Cap altra terra
No Other Land és una pel·lícula documental del 2024 dirigida per Basel Adra, Hamdan Ballal, Yuval Abraham i Rachel Szor en el seu debut com a director. La pel·lícula va ser realitzada per un col·lectiu palestí-israelià de quatre activistes com un acte de resistència en el camí de la justícia durant la guerra en curs a la regió.
Sent una coproducció entre Palestina i Noruega, la pel·lícula va ser seleccionada per a la secció Panorama del 74è Festival Internacional de Cinema de Berlín, on es va estrenar mundialment el 16 de febrer de 2024, guanyant el Premi del Públic Panorama a la millor pel·lícula documental, i el Premi de Cinema Documental de la Berlinale.

## Premissa
L'argument del documental tracta sobre com un jove activista palestí anomenat Basilea Adra s'ha resistit des que era petit al desplaçament forçat del seu poble per part de l'exèrcit israelià a Masafer Yatta, una regió de Cisjordània. Així que enregistra la destrucció gradual de la seva terra natal, on els soldats israelians estan enderrocant cases i expulsant els seus habitants. Es fa amic de Yuval, un periodista israelià que l'ajuda en la seva lluita. Formen un vincle inesperat, però la seva amistat es veu desafiada per l'enorme bretxa entre les seves condicions de vida: Basilea s'enfronta a una opressió i violència constants, mentre que Yuval gaudeix de llibertat i seguretat.

## Producció
En una entrevista a la Berlinale, Adra i Abraham van parlar amb Variety sobre la pel·lícula.
Basilea Adra va parlar del desenvolupament de la pel·lícula dient: "Yuval i Rachel, que són israelians, van venir fa cinc anys per escriure sobre el que passava - Yuval és periodista - ens vam conèixer i ens vam fer amics, però també activistes junts, treballant en articles sobre la zona". A més, va dir: "I llavors vam tenir la idea de fer això, de crear aquesta pel·lícula".

Sobre el rodatge Abraham va dir:
La família i els veïns de Basal tenien un enorme arxiu de vídeos que es van gravar al llarg de 20 anys. I després nosaltres, com a activistes, vam estar junts allà sobre el terreny, treballant junts durant gairebé cinc anys, i vam filmar molt. Teníem la Rachel, la directora de fotografia i codirectora de la pel·lícula, que ens rodava. Així que hi havia una gran quantitat d'imatges. Els militars van entrar dues vegades a casa de Basal i van confiscar ordinadors i càmeres. Així que sempre estàvem molt, molt estressats. Va ser complicat logísticament i força estressant, però al final ho vam aconseguir.

## Publicació

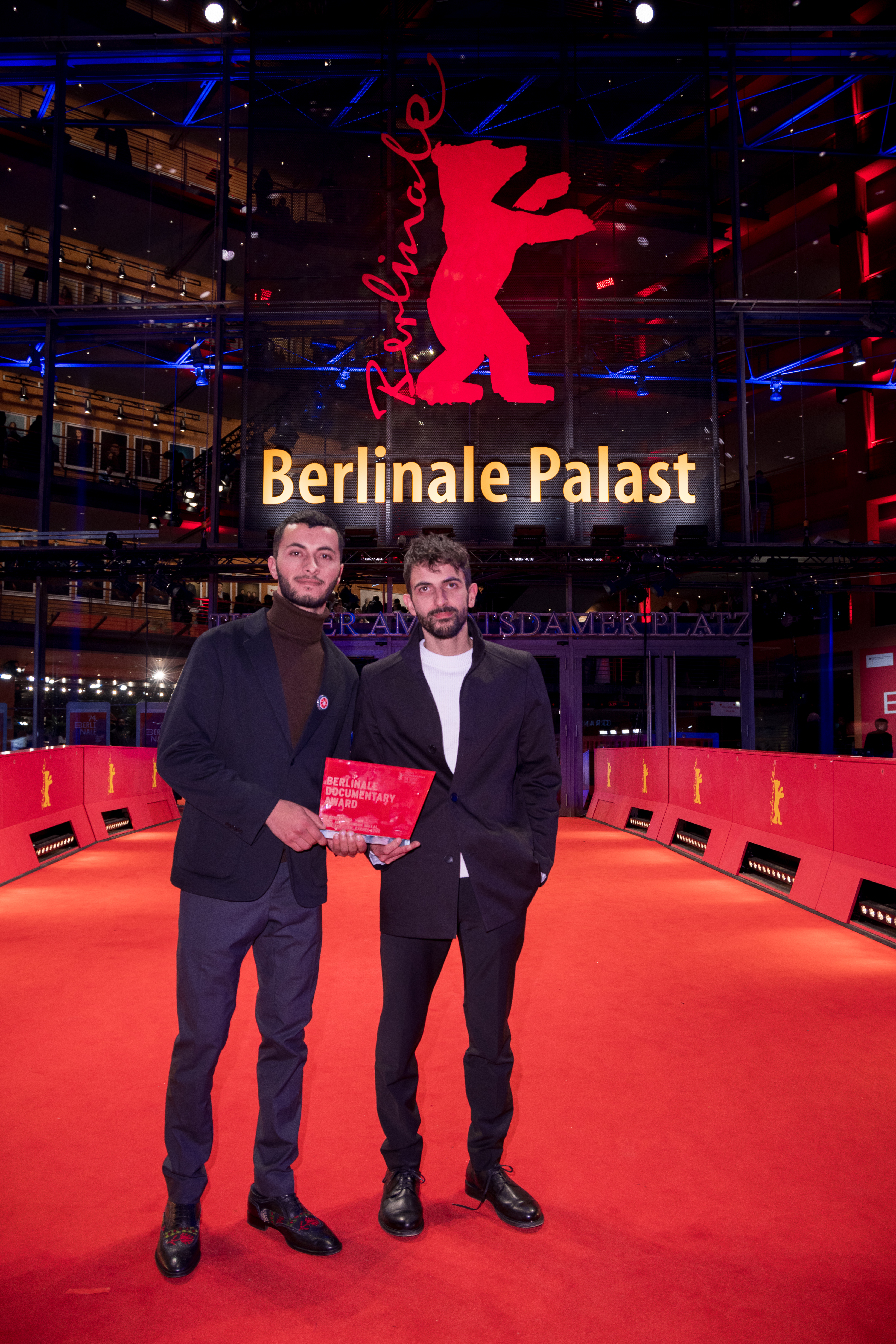
Basel Adra i Yuval Abraham, Premi de Documental de la Berlinale

No Other Land es va estrenar el 16 de febrer de 2024, en el marc del 74è Festival Internacional de Cinema de Berlín, a la secció Panorama.
La pel·lícula tindrà la seva estrena internacional al Festival Internacional de Cinema Documental de Copenhaguen el 15 de març de 2024 a la secció "Matèries urgents" i el tema "Temes conflictius".

## Recepció
Al lloc web de l'agregador de ressenyes Rotten Tomatoes, la pel·lícula obtingué una puntuació d'aprovació del 100% basada en 94 ressenyes. A Metacritic, té una puntuació mitjana ponderada de 91 sobre 100 basada en 5 ressenyes, que indica "Aclamació universal".
Olivia Popp, fent una ressenya de la pel·lícula a la Berlinale per a Cineuropa, va escriure: "No Other Land està en el seu millor moment quan aconsegueix la mobilitat cinematogràfica, la càmera actua com una extensió d'aquest interrogatori activista de la violenta ocupació israeliana i no com un observador desvinculat".
Lovia Gyarkye, en revisar la pel·lícula per a The Hollywood Reporter, la va batejar com "Un retrat devastador" i va opinar: "La pel·lícula no és un document de solucions, però sí que es posiciona com un pas en el moviment cap a un futur on els palestins siguin igual de lliures com els israelians".
Jonathan Romney, revisant la pel·lícula a la Berlinale, va escriure a ScreenDaily⁣: "Un documental que és especialment urgent i obert als ulls en el context de l'actual conflicte israelià-palestí".
Guy Lodge escrivint a Variety va dir: "Donades les condicions de la seva producció, No Other Land seria vital fins i tot en una forma més irregular. Però la realització de pel·lícules aquí és ajustada i considerada...".
David Ehrlich, de la revisió d'IndieWire a la Berlinale, va qualificar la pel·lícula amb la puntuació de A i va escriure: "El metratge és allà fora, i poques vegades s'ha reunit en una matriu més concisa, potent i condemnadora que aquí. Ara només cal veure'l".
Escrivint per a RogerEbert.com, Robert Daniels va dir: "En mans d'aquests cineastes, la càmera es converteix en una arma per a la veritat i la resistència, i una eina per a la conservació, gravant alguna prova que el seu poble existia".

### Polèmica de la Berlinale
El 74è Festival Internacional de Cinema de Berlín va comptar amb nombroses protestes a favor de Palestina durant els discursos d'acceptació i la catifa vermella, com ara el guanyador de l'Ós d'Or Mati Diop i els cineastes palestins i israelians de No Other Land: Basel Adra, Hamdan Ballal, Yuval Abraham, Rachel Szor.
Després de la cerimònia de clausura del 25 de febrer de 2024, un compte d'Instagram vinculat a la secció Panorama va publicar una declaració suposadament oficial dels organitzadors del Festival, en què demanava a les autoritats alemanyes que retiressin el subministrament d'armes a Israel. Poc després, el compte principal d'Instagram de la Berlinale va declarar que el compte de Panorama havia estat piratejat i va anunciar plans per a "presentar càrrecs penals contra persones desconegudes".
L'alcalde de Berlín, Kai Wegner, i molts altres polítics alemanys van expressar indignació, qualificant els discursos d'"antisemites". Tot i que el Festival és finançat principalment pel govern alemany, els organitzadors van afirmar que "les declaracions dels cineastes eren independents i s'han d'acceptar sempre que respectin el marc legal".

## Premis
| Premi                                      | Data                                             | Categoria                                         | Obra          | Resultat  | Ref.                |
| ------------------------------------------ | ------------------------------------------------ | ------------------------------------------------- | ------------- | --------- | ------------------- |
| Festival Internacional de Cinema de Berlín | Festival Internacional de Cine de Berlín de 2024 | Panorama Audience Award for Best Documentary Film | No Other Land | Guanyador | [ 7 ] [ 4 ]         |
| Festival Internacional de Cinema de Berlín | Festival Internacional de Cine de Berlín de 2024 | Berlinale Documentary Film Award                  | No Other Land | Guanyador | [ 21 ] [ 5 ] [ 22 ] |